# Phoxophrys tuberculata
Espèce
Synonymes
- Japalura robinsoni Boulenger, 1920

Phoxophrys tuberculata est une espèce de sauriens de la famille des Agamidae.

## Répartition
Cette espèce est endémique de Sumatra en Indonésie.

## Publication originale
- Hubrecht, 1881 : On a new genus and species of Agamidae from Sumatra. Notes from the Leyden Museum, vol. 3, p. 51-52 (texte intégral).